# Grammy Award alla miglior canzone rap
Il Grammy Award alla miglior canzone rap (Grammy Award for Best Rap Song) è un premio Grammy istituito nel 2004, per premiare canzoni rap.
Il premio va all'autore/i, non all'artista, a meno che l'artista non sia anche autore o coautore della canzone vincitrice.

## Vincitori

### Anni 2000
- 2004

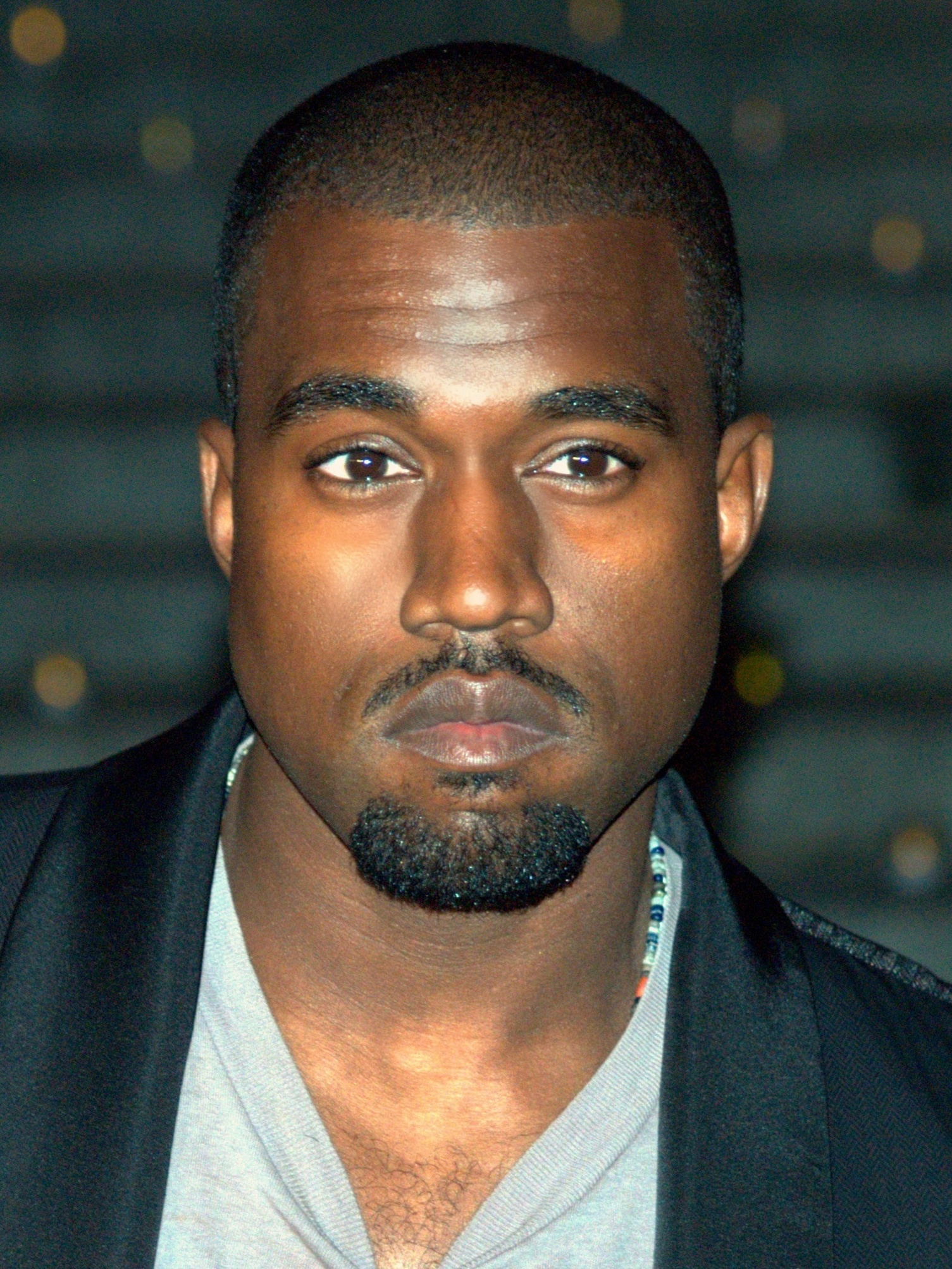
Kanye West ha vinto 7 volte, in questa categoria, su 16 candidature.

  - Lose Yourself, scritta da Jeff Bass, Eminem e Luis Resto, eseguita da Eminem
  - Beautiful, scritta da Snoop Dogg, Chad Hugo e Pharrell Williams, eseguita da Snoop Dogg and Pharrell
  - Excuse Me Miss, scritta da Jay-Z, Chad Hugo e Pharrell Williams, eseguita da Jay-Z and Pharrell
  - In da Club, scritta da Mike Elizondo, 50 Cent e Dr. Dre, eseguita da 50 Cent
  - Work It, scritta da Missy Elliott e Timbaland, eseguita da Missy Elliott
- 2005
  - Jesus Walks, scritta da Miri Ben-Ari, Rhymefest e Kanye West, eseguita da Kanye West
  - Drop It like It's Hot, scritta da Snoop Dogg, Chad Hugo, Scott Thomas e Pharrell Williams, eseguita da Snoop Dogg and Pharrell
  - Hey Mama, scritta da Will.i.am ed Anthony Henry, eseguita da Black Eyed Peas
  - Let's Get It Started, scritta da Will.i.am, Mike Fratantuno, Jaime Gomez, George Pajon Jr., Apl.de.ap e Terence Yoshiaki, eseguita da Black Eyed Peas
  - 99 Problems, scritta da Jay-Z e Rick Rubin, eseguita da Jay-Z
- 2006
  - Diamonds from Sierra Leone, scritta da Devo Harris, John Barry, Don Black e Kanye West, eseguita da Kanye West
  - Candy Shop, scritta da 50 Cent e Scott Storch, eseguita da 50 Cent ft. Olivia
  - Don't Phunk With My Heart, scritta da Will.i.am, Printz Board, Fergie e George Pajon Jr., eseguita da Black Eyed Peas
  - Hate It Or Love It, scritta da The Game e 50 Cent, eseguita da The Game ft. 50 Cent
  - Lose Control, scritta da Missy Elliott, Ciara ed Fatman Scoop, eseguita da Missy Elliott ft. Ciara e Fatman Scoop
- 2007
  - Money Maker, scritta da Pharrell Williams e Ludacris, eseguita da Ludacris e Pharrell
  - It's Goin' Down, scritta da Chadron Moore e Yung Joc, eseguita da Yung Joc
  - Kick, Push, scritta da Lupe Fiasco, eseguita da Lupe Fiasco
  - Ridin', scritta da Chamillionaire, Juan Salinas, Oscar Salinas, Krayzie Bone, eseguita da Chamillionaire
  - What You Know, scritta da DJ Toomp e T.I., eseguita da T.I.
- 2008
  - Good Life, scritta da DJ Toomp, Mike Dean, T-Pain, Kanye West, James Ingram e Quincy Jones, eseguita da Kanye West e T-Pain
  - Ayo Technology, scritta da 50 Cent, Danja, Timbaland e Justin Timberlake, eseguita da 50 Cent ft. Justin Timberlake
  - Big Things Poppin' (Do It), scritta da T.I. e Byron Thomas, eseguita da T.I.
  - Can't Tell Me Nothing, scritta da Aldrin Davis e Kanye West, eseguita da Kanye West
  - Crank That, scritta da Soulja Boy, eseguita da Soulja Boy
- 2009
  - Lollipop, scritta da Deezle, Lil Wayne, Static Major, Jim Jonsin e Rex Zamor, eseguita da Lil Wayne e Static Major
  - Low, scritta da Flo Rida e T-Pain, eseguita da Flo Rida ft. T-Pain
  - Sexual Eruption, scritta da Snoop Dogg, S. Lovejoy e D. Stewart, eseguita da Snoop Dogg
  - Superstar, scritta da Lupe Fiasco, eseguita da Lupe Fiasco ft. Soundtrak
  - Swagga like Us, scritta da M.I.A., Lil Wayne, Jay-Z, T.I., Topper Headon, Mick Jones, Diplo, Paul Simonon, Joe Strummer e Kanye West, eseguita da T.I. ft. Jay-Z, Lil Wayne, Kanye West e M.I.A.

### Anni 2010
- 2010[1]

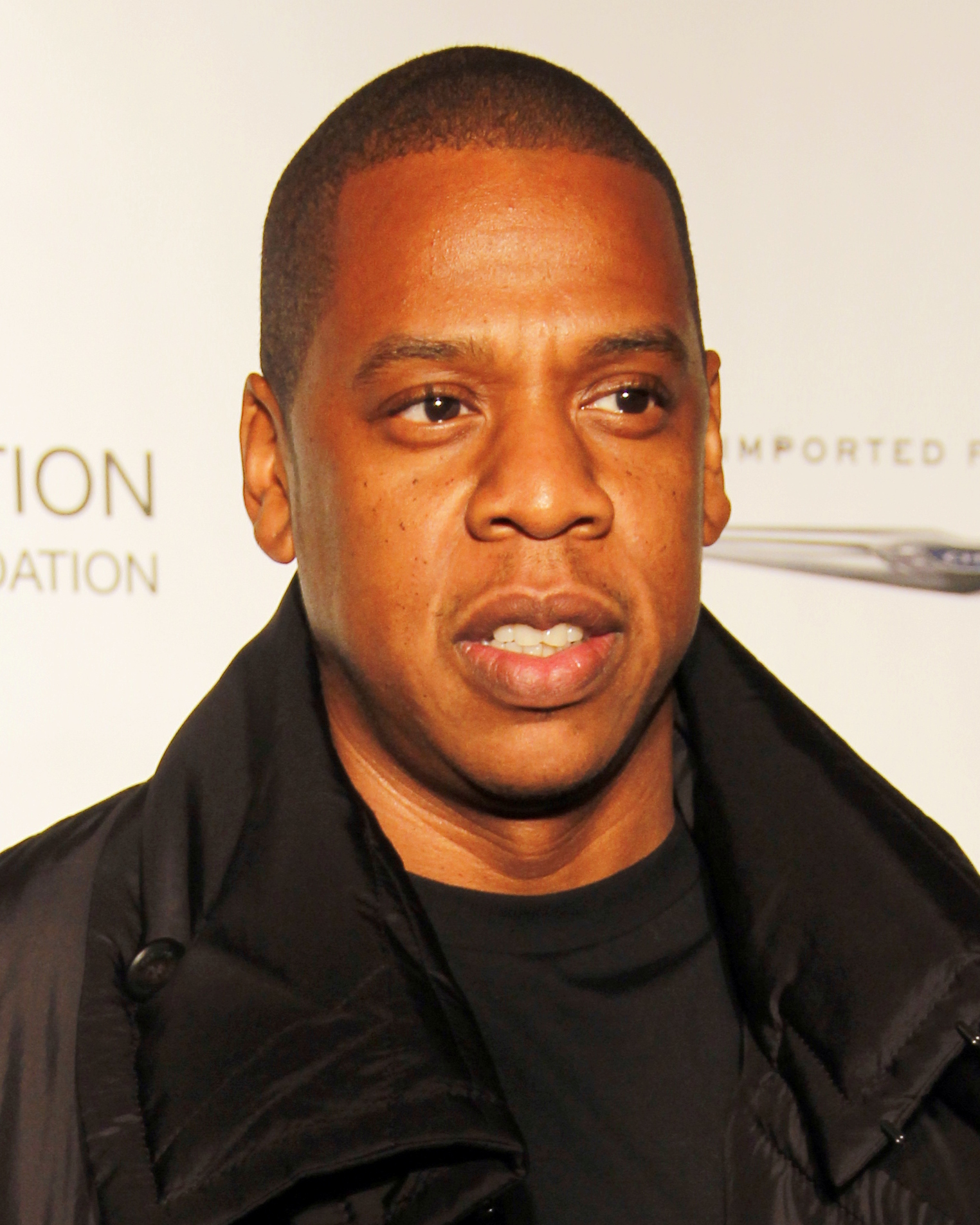
Jay-Z ha vinto 5 volte, in questa categoria, su 13 candidature.

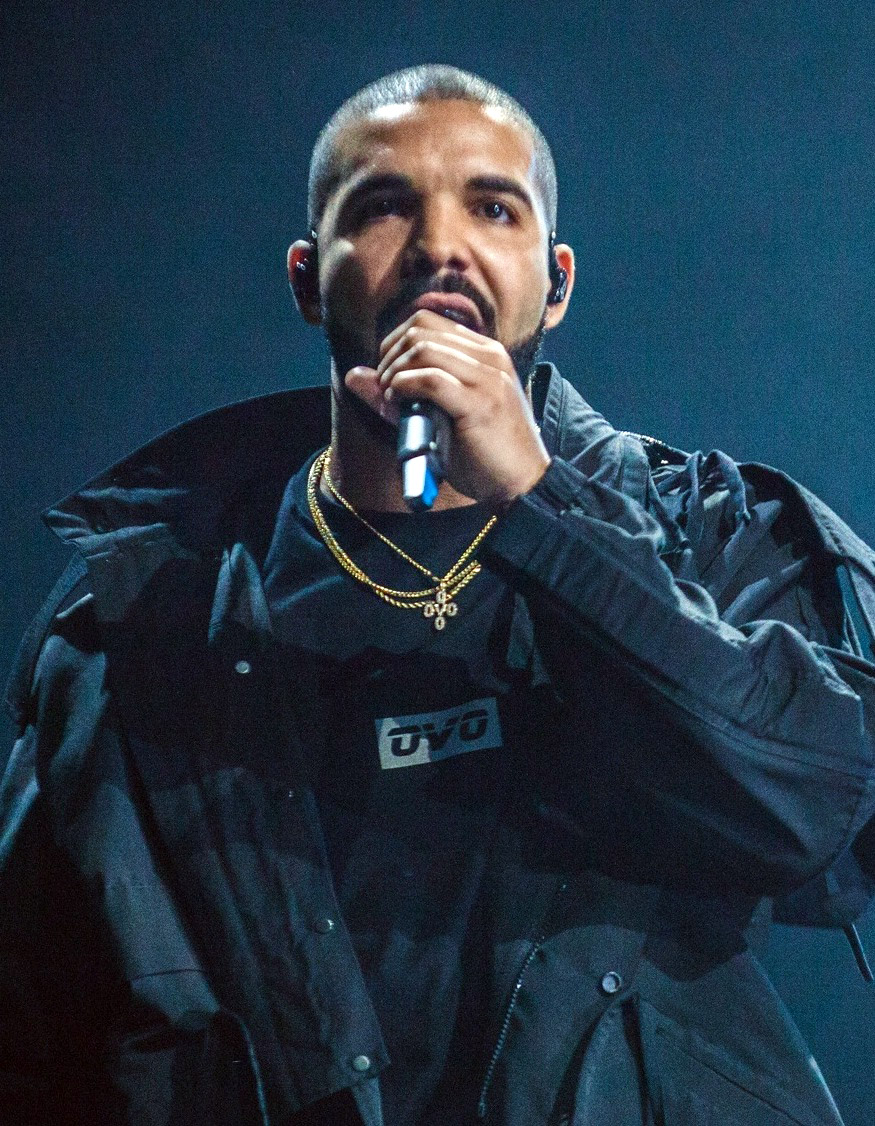
Drake, vincitore nel 2017 e nel 2019, ha ricevuto un totale di 10 candidature.

  - Run This Town, scritta da Jay-Z, Rihanna, Makeba Riddick, Kanye West ed No I.D., eseguita da Jay-Z, Rihanna e Kanye West
  - Best I Ever Had, scritta da Lil Wayne, Aubrey Drake Graham e Boi-1da, eseguita da Drake
  - Day 'n' Nite, scritta da Kid Cudi ed Dot da Genius, eseguita da Kid Cudi
  - Dead and Gone, scritta da T.I. e Justin Timberlake, eseguita da T.I. ft. Justin Timberlake
  - D.O.A. (Death of Auto-Tune), scritta da Jay-Z ed No I.D., eseguita da Jay-Z
- 2011[2]
  - Empire State of Mind, scritta da Jay-Z, Alicia Keys, Angela Hunte, Jane't Sewell-Ulepic ed Al Shux, eseguita da Jay-Z ft. Alicia Keys
  - Love the Way You Lie, scritta da Alex da Kid, Skylar Grey e Eminem, eseguita da Eminem ft. Rihanna
  - Not Afraid, scritta da Matthew Burnett, Jordan Evans, Eminem, Luis Resto e Boi-1da, eseguita da Eminem
  - Nothin' On You, scritta da Philip Lawrence, Ari Levine, Bruno Mars e B.o.B, eseguita da B.o.B ft. Bruno Mars
  - On to the Next One, scritta da Jay-Z, J. Chaton e Swizz Beatz, eseguita da Jay-Z e Swizz Beatz
- 2012[3]
  - All of the Lights, scritta da Jeff Bhasker, Fergie, Malik Jones, Really Doe e Kanye West, eseguita da Kanye West, Rihanna, Kid Cudi e Fergie
  - Black and Yellow, scritta da Mikkel S. Eriksen, Tor Erik Hermansen e Wiz Khalifa, eseguita da Wiz Khalifa
  - I Need a Doctor, scritta da Dr. Dre, Alex da Kid, Skylar Grey e Eminem, eseguita da Dr. Dre, Eminem e Skylar Grey
  - Look at Me Now, scritta da Chris Brown, Diplo, Jean Baptiste, Ryan Buendia, Lil Wayne, Busta Rhymes ed Afrojack, eseguita da Chris Brown, Busta Rhymes e Lil Wayne
  - Otis, scritta da Jay-Z e Kanye West, eseguita da Jay-Z e Kanye West
  - The Show Goes On, scritta da Dustin William Brower, Jonathon Keith Brown, Daniel Johnson, Kane e Lupe Fiasco, eseguita da Lupe Fiasco
- 2013[4]
  - Niggas in Paris, scritta da Jay-Z, Mike Dean, Chauncey Hollis e Kanye West, eseguita da Jay-Z e Kanye West
  - Daughters, scritta da Nas and No I.D., eseguita da Nas
  - Lotus Flower Bomb, scritta da Wale, S. Joseph Dew, Jerrin Howard, Walker Johnson e Miguel, eseguita da Wale ft. Miguel
  - Mercy, scritta da Big Sean, 2 Chainz, Stephan Taft, James Thomas, Pusha T e Kanye West, eseguita da Kanye West, Big Sean, Pusha T and 2 Chainz
  - The Motto, scritta da Lil Wayne, Drake e Tyga, eseguita da Drake ft. Lil Wayne e Tyga
  - Young, Wild & Free, scritta da Snoop Dogg, Chris Brody Brown, Philip Lawrence, Ari Levine, Peter Hernandez e Wiz Khalifa, eseguita da Snoop Dogg and Wiz Khalifa ft. Bruno Mars
- 2014[5]
  - Thrift Shop, scritta da Macklemore e Ryan Lewis, eseguita da Macklemore, Ryan Lewis e Wanz
  - Fuckin' Problems, scritta da 2 Chainz, Drake, Kendrick Lamar, ASAP Rocky e 40, eseguita da ASAP Rocky ft. Drake, 2 Chainz e Kendrick Lamar
  - Holy Grail, scritta da Jay-Z, Terius Nash, J-Roc, Timbaland, Justin Timberlake e No I.D., eseguita da Jay-Z ft. Justin Timberlake
  - New Slaves, scritta da Frank Ocean, Benjamin Bronfman, Mike Dean, Louis Johnson, Malik Jones, Elon Rutberg, Sakiya Sandifer, Rhymefest, Kanye West e Cydel Young, eseguita da Kanye West
  - Started from the Bottom, scritta da Mike Zombie, Drake e Noah Shebib, eseguita da Drake
- 2015[6]
  - i, scritta da Kendrick Lamar, Columbus Smith e Ronald Isley, eseguita da Kendrick Lamar
  - Anaconda, scritta da Da Internz, Polow da Don, Nicki Minaj e J. Solone Myvett, eseguita da Nicki Minaj
  - Bound 2, scritta da Mike Dean, Malik Jones, Che Pope, Elon Rutberg, Sakiya Sandifer, John Legend, Kanye West, Charlie Wilson e Cydel Young, eseguita da Kanye West ft. Charlie Wilson
  - We Dem Boyz, scritta da Noel Fisher e Wiz Khalifa, eseguita da Wiz Khalifa
  - 0 to 100/The Catch Up, scritta da Frank Dukes, Drake, Vinylz, Nineteen85, Boi-1da e 40, eseguita da Drake
- 2016[7]
  - Alright , scritta da Kendrick Lamar, Kawan Prather, Sounwave e Pharrell Williams, eseguita da Kendrick Lamar
  - All Day, scritta da Ernest Brown, Velous, Sean Combs, Mike Dean, Rennard East, Noah Goldstein, Malik Yusef Jones, French Montana, Allan Kyariga, Kendrick Lamar, Paul McCartney, Vic Mensa, 88-Keys, Che Pope, Plain Pat, Allen Ritter, Kanye West, Mario Winans e Cyhi the Prynce, eseguita da Kanye West ft. Theophilus London, Allan Kingdom e Paul McCartney
  - Energy, scritta da Richard Dorfmeister, Drake, Markus Kienzl, M. O'Brien, Boi-1da e Phillip Thomas, eseguita da Drake
  - Glory, scritta da Common, Rhymefest e John Legend, eseguita da Common e John Legend
  - Trap Queen, scritta da Tony Fadd and Fetty Wap, eseguita da Fetty Wap
- 2017[8]
  - Hotline Bling, scritta da Drake e Paul Jefferies, eseguita da Drake
  - All the Way Up, scritta da Fat Joe, Edward Davadi, Shandel Green, French Montana, Cool & Dre e Remy Ma, eseguita da Fat Joe e Remy Ma ft. French Montana e Infared
  - Famous, scritta da Chance the Rapper, Hudson Mohawke, Ernest Brown, Andrew Dawson, Swizz Beatz, Mike Dean, Noah Goldstein, Havoc, Plain Pat, Kanye West e Cyhi the Prynce, eseguita da Kanye West ft. Rihanna
  - No Problem, scritta da Chance the Rapper, Lil Wayne e 2 Chainz, eseguita da Chance the Rapper ft. Lil Wayne e 2 Chainz
  - Ultralight Beam, scritta da Chance the Rapper, Swizz Beatz, Mike Dean, Kirk Franklin, Noah Goldstein, Samo Sound Boy, The-Dream, Jerome Potter, Kelly Price, Nico Segal, Fonzworth Bentley, Kanye West e Cyhi the Prynce, eseguita da Kanye West ft. Chance The Rapper, Kelly Price, Kirk Franklin & The-Dream
- 2018[9]
  - Humble , scritta da Kendrick Lamar, Pluss e Mike Will Made It, eseguita da Kendrick Lamar
  - Bodak Yellow, scritta da Kodak Black, Klenord Raphael, Shaftizm, Pardison Fontaine, Cardi B e J White, eseguita da Cardi B
  - Chase Me, scritta da Judah Bauer, Danger Mouse, Héctor el Father, El-P, Big Boi, Killer Mike, Russell Simins e Jon Spencer, eseguita da Danger Mouse ft. Run the Jewels e Big Boi
  - Sassy, scritta da E. Gabouer & Rapsody, eseguita da Rapsody
  - The Story of O.J., scritta da Jay-Z & No I.D., eseguita da Jay-Z
- 2019[10]
  - God's Plan, scritta da Drake, Cardo, Daveon Jackson, Brock Korsan, Boi-1da e 40, eseguita da Drake
  - King's Dead, scritta da Kendrick Lamar, 30 Roc, James Blake, Jay Rock, Mark Spears, Travis Walton, Future & Michael Williams II, eseguita da Kendrick Lamar, Jay Rock, Future e James Blake
  - Lucky You, scritta da R. Fraser, Joyner Lucas, Joyner Lucas, Boi-1da e Jahaan Sweet, eseguita da Eminem ft. Joyner Lucas
  - Sicko Mode, scritta da Swae Lee, Rogét Chahayed, Tay Keith, Mike Dean, Mirsad Dervic, Kevin Gomringer, Tim Gomringer, Drake, Big Hawk, Hit-Boy, Travis Scott, OZ e Cyhi the Prynce, eseguita da Travis Scott, Drake, Big Hawk e Swae Lee
  - Win, scritta da Kendrick Lamar, Vinylz, Jay Rock, Boi-1da e C. Thompson, eseguita da Jay Rock

### Anni 2020
- 2020[11]

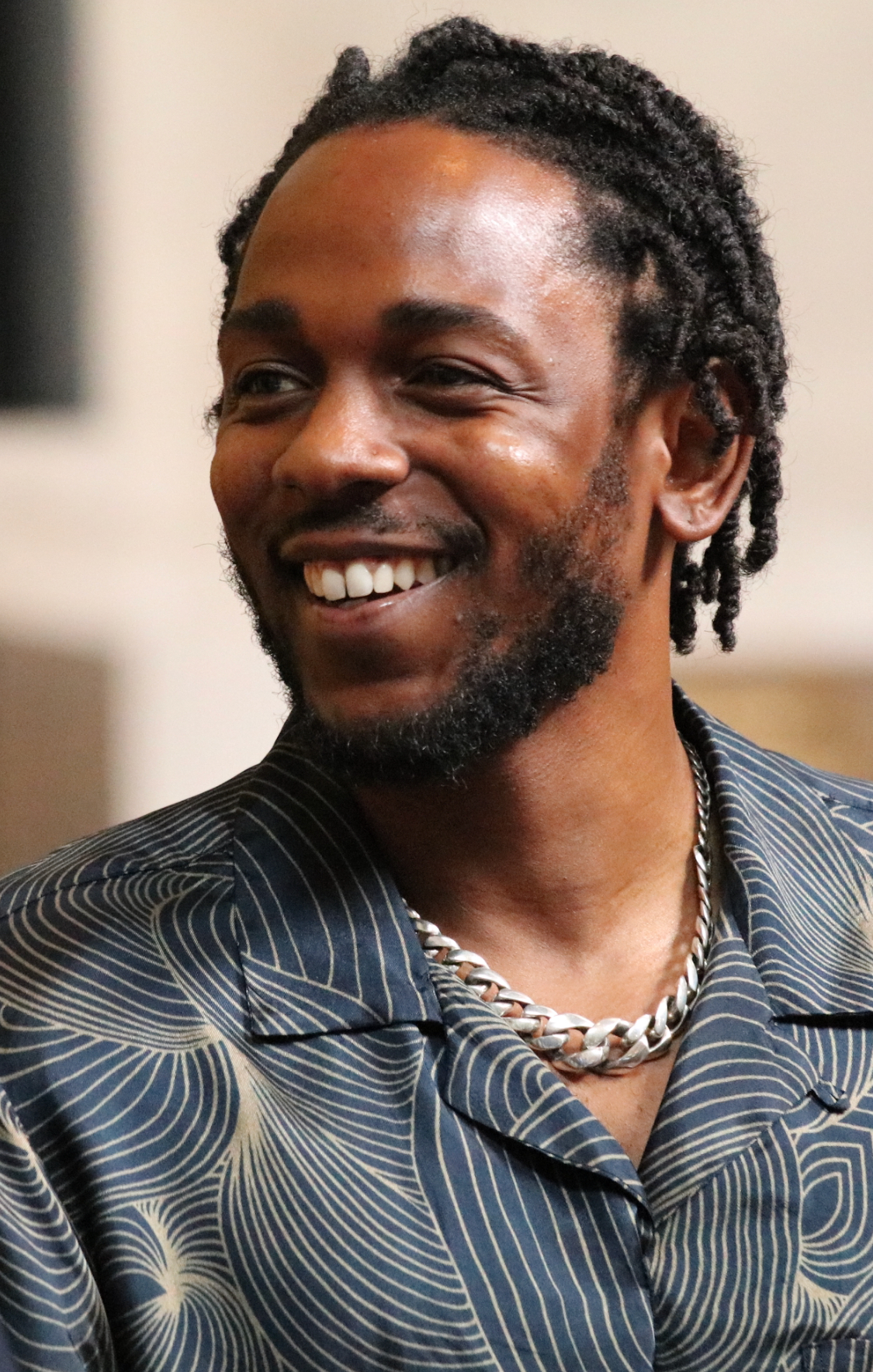
Kendrick Lamar ha vinto 5 volte in questa categoria.

  - A Lot , scritta da J. Cole, DJ Dahi, 21 Savage ed J. White Did It, eseguita da 21 Savage ft. J. Cole
  - Bad Idea, scritta da Chance the Rapper, Cordae, Uforo Ebong e Daniel Hackett, eseguita da Cordae ft. Chance the Rapper
  - Gold Roses, scritta da Noel Cadastre, Drake, Vinylz, Khristopher Riddick-Tynes, Rick Ross, Joshua Quinton Scruggs, Leon Thomas III ed OZ, eseguita da Rick Ross ft. Drake
  - Racks in the Middle, scritta da Nipsey Hussle, Dustin James Corbett, Greg Allen Davis, Hit-Boy e Roddy Ricch, eseguita da Nipsey Hussle ft. Roddy Ricch e Hit-Boy
  - Suge, scritta da DaBaby, JetsonMade e Pooh Beatz, eseguita da DaBaby
- 2021[12]
  - Savage , scritta da Beyoncé, Jay-Z, Starrah, Derrick Milano, The-Dream, Megan Thee Stallion, Bobby Session Jr., Pardison Fontaine ed J. White Did It, eseguita da Megan Thee Stallion ft. Beyoncé
  - The Bigger Picture, scritta da Lil Baby, Noah Pettigrew & Rai'shaun Williams, eseguita da Lil Baby
  - The Box, scritta da 30 Roc e Roddy Ricch, eseguita da Roddy Ricch
  - Laugh Now Cry Later, scritta da Lil Durk, Rogét Chahayed, Drake, Daveon Jackson, Cardo e Ryan Martinez, eseguita da Drake ft. Lil Durk
  - ROCKSTAR, scritta da DaBaby, Ross Joseph Portaro IV e Roddy Ricch, eseguita da DaBaby ft. Roddy Ricch
- 2022
  - Jail, scritta da Dem Jointz, Jay-Z, Raul Cubina, Mike Dean, 88-Keys, Sean Solymar, Kanye West e Mark Williams, eseguita da Kanye West ft. Jay-Z
  - Bath Salts, scritta da Jay-Z, Swizz Beatz, Michael Forno, Nas e DMX, eseguita da DMX ft. Jay-Z e Nas
  - Best Friend, scritta da Doja Cat, Dr. Luke, Randall Avery Hammers, Saweetie, Asia Smith, R. City e Rocco Valdes, eseguita da Saweetie ft. Doja Cat
  - Family Ties, scritta da Roshwita Larisha Bacha, Baby Keem, Tobias Dekker, Frankie Bash, Jasper Harris, Kendrick Lamar, Cardo e Dominik Patrzek, eseguita da Baby Keem ft. Kendrick Lamar
  - My Life, scritta da 21 Savage, Jacob Dutton e J. Cole, eseguita da J. Cole ft. 21 Savage e Morray
- 2023[13]
  - The Heart Part 5, scritta da Jake Kosich, Johnny Kosich, Kendrick Lamar e Matt Schaeffer, eseguita da Kendrick Lamar
  - Churchill Downs, scritta da Alex Ernewein, Ryan Bakalarczyk, Boi-1da, Tahrence Brown, Rogét Chahayed ed Drake, eseguita da Jack Harlow ft. Drake
  - God Did, scritta da Tarik Azzouz, E. Blackmon, DJ Khaled, F. LeBlanc, Jay-Z, John Legend, Lil Wayne, Rick Ross and Nicholas Warwar, eseguita da DJ Khaled ft. Rick Ross, Lil Wayne, Jay-Z, John Legend e Fridayy
  - Pushin P, scritta da Lucas Depante, Future, Gunna, Wheezy e Young Thug, eseguita da Gunna e Future ft. Young Thug
  - Wait for U, scritta da Tejiri Akpoghene, Floyd E. Bentley III, Jacob Canady, Isaac De Boni, Drake, Israel Ayomide Fowobaje, Future, Michael Mule, Oluwatoroti Oke e Tems, eseguita da Future ft. Drake and Tems
- 2024[14][15]
  - Scientists & Engineers, scritta da André 3000, Paul Beauregard, James Blake, Killer Mike, Tim Moore e No I.D., eseguita da Killer Mike ft. André 3000, Future e Eryn Allen Kane
  - Attention, scritta da Roget Chahayed, Doja Cat e Y2K, eseguita da Doja Cat
  - Barbie World, scritta da Ice Spice, Ephrem Louis Lopez Jr. e Nicki Minaj, eseguita da Nicki Minaj e Ice Spice ft. Aqua
  - Just Wanna Rock, scritta da MCVertt, Lil Uzi Vert e Javier Mercado, eseguita da Lil Uzi Vert
  - Rich Flex, scritta da Tay Keith, Isaac "Zac" De Boni, Drake, J. Gwin, Vinylz, Michael "Finatik" Mule e 21 Savage, eseguita da Drake e 21 Savage

- 2025[16]
  - Not like Us – Kendrick Lamar, autore (Kendrick Lamar)
  - Asteroids – Marlanna Evans, autore (Rapsody featuring Hit-Boy)
  - Carnival – Jordan Carter, Raul Cubina, Grant Dickinson, Samuel Lindley, Nasir Pemberton, Dimitri Roger, Ty Dolla Sign, Kanye West e Mark Karl Stolinski Williams, autori (¥$: Kanye West & Ty Dolla Sign featuring Rich The Kid e Playboi Carti)
  - Like That – Kendrick Lamar Duckworth, Kobe ByKobe Hood, Leland Wayne e Nayvadius Wilburn, autori (Future e Metro Boomin featuring Kendrick Lamar)
  - Yeah Glo! – Ronnie Jackson, Jacquez Lowe, Timothy McKibbins, Kevin Andre Proce, Julius Rivera III e Gloria Woods, autori (Glorilla)